# 9 præludier om kærlighed
9 præludier om kærlighed er en film instrueret af Lukas Swenninger, der producerede den sammen med andre, som deres afgangsprojekter fra Den Danske Filmskole i 2003. Filmen er blevet nævnt i artikler på DR.dk og på Berlingske.